# Уставное
Уставное — деревня в Невельском районе Псковской области России. Входит в состав Плисской волости.

## География
Расположена на юго-восточном побережье озера Язно и левом берегу вытекающей из него реки Язница, в 38 км к западу от райцентра, города Невель, и в 20 км к западу от деревни Ловец. Западнее находится деревня Язно.

## Население
| 2001 | 2002 | 2010 |
| ---- | ---- | ---- |
| 35   | ↘34  | ↘30  |

Численность населения деревни по оценке на начало 2001 года составляла 35 человек.

## История
С января 1995 до декабря 2005 года деревня входила в состав ныне упразднённой Ловецкой волости.